# Statua della Libertà (Washington)

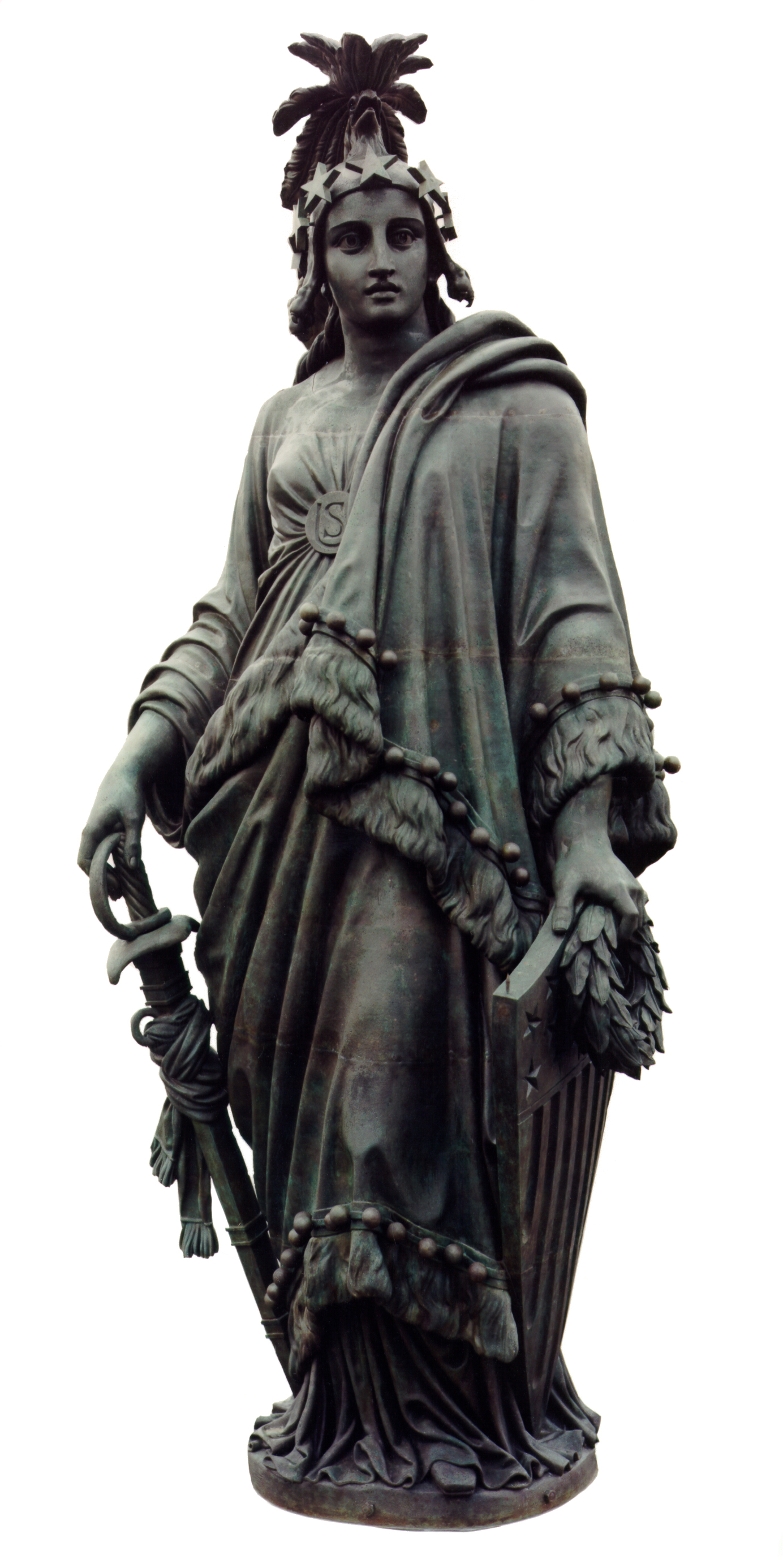
La statua della Libertà

La Statua della Libertà (in inglese Statue of Freedom), conosciuta anche come La Libertà armata (Armed Freedom), è una statua di bronzo, opera dello scultore Thomas Crawford, che orna il vertice della cupola del Campidoglio a Washington.

## Descrizione
Originariamente il nome formale imposto alla statua fu La Libertà trionfante in guerra e in pace. La Libertà è allegoricamente rappresentata da una donna che impugna nella destra una spada nel fodero e stringe nella sinistra una corona di alloro, simbolo di vittoria, sostenendo al contempo uno scudo a stelle e strisce, simbolo degli Stati Uniti. La donna indossa un elmo adorno di stelle con una testa d'aquila sulla sommità. Una fibbia con incise le lettere U.S. chiude le sue vesti. La Libertà è in piedi su una sfera di ghisa sulla quale si legge il motto nazionale: E pluribus unum (Da molti uno solo). La parte bassa del basamento, sormontata dalla sfera, è decorata con fasci littori e ghirlande. 
La statua è alta sei metri, pesa approssimativamente 6800 chili ed è posta ad un'altezza di circa 88 metri dal suolo. 

## Storia
Nei disegni del progetto della nuova cupola del Campidoglio eseguiti dall'architetto Thomas U. Walter appariva un'enorme statua monumentale a coronamento della struttura. 
Nel 1854 allo scultore statunitense Thomas Crawford fu commissionata una statua raffigurante la libertà. Lo scultore ne eseguì un modello in gesso nel suo studio che si trovava a Roma. Crowford morì però nel 1857, prima ancora che il modello avesse potuto lasciare il suo studio. Il modello fu diviso in vari pezzi e spedito negli Stati Uniti via nave. La spedizione fu densa di inconvenienti in quanto la nave da trasporto rischiò due volte il naufragio e alla fine depositò il suo carico alle Bermude, dove un'altra nave dovette recarsi per terminare il trasporto. Finalmente, nel 1859 i vari pezzi del calco in gesso furono assemblati a Washington. All'inizio del 1860, Clark Mills, la cui fonderia sorgeva nei dintorni della capitale statunitense, riuscì a fondere i sei pezzi principali della statua. I lavori di rifinitura si fermarono a causa della Guerra Civile, ma alla fine del 1862 la statua fu finalmente messa in mostra sul prato di fronte al Campidoglio. Nel 1863 la costruzione della cupola giunse a una fase sufficientemente avanzata da permettere l'installazione della statua. La Libertà fu nuovamente smontata e sollevata in vari pezzi sulla sommità della cupola, venendo poi riassemblata sul suo piedistallo. La testa e le spalle della statua vennero assemblate per ultime, il 2 dicembre 1863, salutate da 35 colpi di cannone ai quali fecero eco gli spari di saluto delle dodici fortezze che circondavano Washington.

## Restauro
Il 9 maggio 1993 la statua fu rimossa dal suo sito per una serie di restauri che durarono cinque mesi. La statua fu imbracata e trasportata a terra da un elicottero, dando la possibilità a tutti di vedere da vicino l'opera dopo 130 anni. I restauri si erano resi necessari a causa di estesi fenomeni di logoramento e corrosione della superficie di bronzo e per via di una piccola frattura e dell'arrugginimento del piedistallo di ghisa. 
Il restauro si svolse secondo un piano particolareggiato già predisposto in base a uno studio del 1991. La United States Capitol Preservation Commission stanziò allo scopo 780.000 dollari raccolti privatamente tramite donazioni. Il restauro fu effettuato dalla New Arts Foundry di Baltimora, nel Maryland. 
Anche il piedistallo della statua fu restaurato, senza però essere rimosso dalla cupola. La frattura nel metallo fu riparata permanentemente e tutta la struttura fu consolidata, ripulita e riverniciata. Dopo questo ciclo di restauri il basamento e la statua vengono ispezionati ed eventualmente ripuliti periodicamente ogni due-tre anni. Il restauro della statua fu completato approssimativamente in quattro mesi. La Statua della Libertà fu rimessa in sito sul piedistallo, sempre mediante un elicottero, il 23 ottobre 1993, nel corso dei festeggiamenti per il bicentenario del Campidoglio. 
Nel corso di queste celebrazioni, il modello di gesso predisposto a suo tempo da Crowford, rimasto per 25 anni in un deposito, fu restaurato e riassemblato, tornando in esposizione permanente nel gennaio del 1993. 
La testa della statua fu riprodotta in un francobollo degli Stati Uniti che è stato ristampato nel 2006.